# Nature Ecology & Evolution
Nature Ecology & Evolution — щомісячний рецензований науковий журнал видавництва Nature Portfolio, який охоплює всі аспекти досліджень екології та еволюційної біології.
Журнал був заснований у 2017 році і публікується у форматі онлайн-журналу. Першим і станом на 2023 рік головним редактором є Патрік Гоймер.
Згідно з Journal Citation Reports, імпакт-фактор Nature Ecology & Evolution у 2020 році становив 15,46.

## Цілі та сфера застосування
Nature Ecology & Evolution цікавиться повним спектром екологічної та еволюційної біології, що охоплює підходи на молекулярному, організмовому, популяційному, спільнотному та екосистемному рівнях, а також відповідні частини соціальних наук. Nature Ecology & Evolution надає місце, де всі дослідники та політики, які цікавляться всіма аспектами різноманітності життя, можуть зібратися разом, щоб дізнатися про найбільш досягнуті та значні досягнення в галузі та обговорити актуальні питання.
Окрім публікації наукових статей оригінальних досліджень, Nature Ecology & Evolution публікує коментарі, огляди, новини та погляди, статті та листування з усього спектру дисциплін, пов'язаних з екологією та еволюцією.
Теми, які висвітлюються в журналі, включають:
| Біогеохімія                  | Еволюційна генетика людини та геноміка | Біогеографія         | Еволюційна медицина  |
| Біологічна океанографія      | Еволюція людини                        | Біомеханіка          | Екологія людини      |
| Еволюційна біологія розвитку | Екологічна економіка                   | Поведінкова екологія | Екологія спільноти   |
| Екологія хвороб              | Інтегративна та порівняльна біологія   | Глобальна екологія   | Мікробна екологія    |
| Молекулярна еволюція         | Палеоекологія                          | Палеонтологія        | Популяційна біологія |
| Екологія екосистем           | Філогенетика                           | Екосистемні послуги  | Екофізіологія        |